# Gitanes (film)
Pour plus de détails, voir Fiche technique et Distribution.
Gitanes est un film français réalisé par Jacques de Baroncelli et sorti en 1932.

## Fiche technique
- Réalisation : Jacques de Baroncelli
- Scénario : Jacques de Baroncelli
- Photographie : Louis Chaix
- Musique : Désiré-Émile Inghelbrecht
- Production : Carl Laemmle
- Société de production : Société des Films Baroncelli
- Pays de production :  France
- Format : Noir et blanc - Son mono
- Genre : Drame
- Durée : 73 minutes
- Année de sortie : 
  - France : 1932

## Distribution
- Tela Tchaï
- Vanah Yami : Marfa
- Charles Vanel : Léon
- Maurice Schutz : le père
- Charles Barrois : Charles
- Jane Loury : la femme de Charles
- René Baranger
- Georges Bever
- Os-Ko-Mon : Yanko[1]